# Рудик Володимир Олександрович
Володи́мир Олекса́ндрович Ру́дик (1974-2022) — старший солдат Збройних Сил України, учасник російсько-української війни, що загинув у ході російського вторгнення в Україну в 2022 році.

## Життєпис
Володимир Рудик народився 26 січня 1974 року в місті Костопіль на Рівненщині. З початком російського вторгнення в Україну був мобілізований та перебував на передовій. Загинув 20 квітня 2022 року на Харківщині. Чин прощання відбувся 29 квітня 2022 року в рідному домі у Костополі. Панахида за загиблим відбулася в соборі Петра і Павла. Поховали Володимира Рудика на «Новому» кладовищі поруч з іншими загиблими воїнами.

## Нагороди
- Орден «За мужність» III ступеня (2022, посмертно) — за особисту мужність і самовіддані дії, виявлені у захисті державного суверенітету та територіальної цілісності України, вірність військовій присязі[3].